# Дроздов, Анатолий Фёдорович (хоккеист)
Анатолий Фёдорович Дроздов (15 января 1941 — 29 июня 1994) — советский хоккеист, защитник, нападающий.

## Биография
Родился 15 января 1941 года. В возрасте шестнадцати лет дебютировал в составе ХК «Кировец», где сначала был запасным игроком, а в 1958 году влился в основной состав и играл до 1960 года.
С 1960 по 1962 год играл в СКА (Ленинград). С 1962 года игрок ЦСКА где выступал до 1965 года, после чего вернулся в СКА, где играл до 1968 года. В сезоне 1971/72 выступал за «Шторм».
В период с 1963 по 1965 становился чемпионом СССР. Провёл свыше 290 матчей и забил 45 шайб, из них 29 шайб в ЦСКА и 12 в СКА. В 1968 году стал финалистом Кубка СССР.
В 1963, 1964 годах был включен в список лучших хоккеистов СССР (список 34-х). Играл в составе молодёжной сборной СССР.
Работал учителем физкультуры.
Скончался 29 июня 1994 года.